# Цубаме
Цуба́ме (яп. 燕市 Цубамэ-си) — город в Японии, расположенный в центральной части префектуры Ниигата. Основан 31 марта 1954 года путём объединения четырёх посёлков и одного села. 20 марта 2006 года Цубаме поглотил посёлки Бунсуй и Ёсида уезда Нисикамбара.
Площадь города составляет 110,94 км², население — 80 449 человек (1 августа 2014), плотность населения — 725,16 чел./км².

## Правительство
Нынешний мэр — Цутому Судзуки.

## Известные люди из Цубаме
- Тинами Нисимура (политик, народная представительница)
- Киллер Кан (профессиональный рестлер)
- Кирико Нананан (мангака)
- Юсаку Камэкура (дизайнер)
- Сигэдзи Канэко (боксёр)
- Каори Уэсуги (певица, исполнительница музыки энка)
- Ясуо Харада (игрок в сёги)
- Дзюндзи Хосино (бейсболист)
- Мисао Ёкояма (художник XX века, рисовавший в традиционном японском стиле)